# Kiti Mánver
María Isabel Ana Mantecón Vernalte, conhecida artisticamente como Kiti Mánver (Antequera, 11 de maio de 1953) é uma atriz espanhola. Em 1992, ganhou o Prêmio Goya de melhor atriz coadjuvante pelo seu papel no filme Todo por la pasta.